# Bundesbeauftragter für die Stasi-Unterlagen
Der Bundesbeauftragte für die Unterlagen des Staatssicherheitsdienstes der ehemaligen Deutschen Demokratischen Republik (BStU), verkürzend nach den amtierenden Bundesbeauftragten auch Gauck-, Birthler- bzw. Jahn-Behörde genannt, war eine Bundesoberbehörde mit Zentralstelle in Berlin und Außenstellen in den Neuen Ländern. Ihre Aufgabe bestand darin, die Akten und Dokumente des Ministeriums für Staatssicherheit (kurz MfS oder „Stasi“) der DDR zu verwalten und zu erforschen. Die Errichtung der Behörde wurde von Mitgliedern der Bürgerkomitees und Freiwilligen der Bürgerrechtsbewegung im Zuge der friedlichen Revolution von 1989 erwirkt. Die Amtszeit des Bundesbeauftragten betrug fünf Jahre, eine einmalige Wiederwahl war gemäß § 35 Abs. 4 Stasi-Unterlagen-Gesetz (StUG) möglich. Das 1991 in Kraft getretene StUG bildete die Rechtsgrundlage der Behörde. Die Behörde war Mitglied der Platform of European Memory and Conscience und gehörte dem Geschäftsbereich des Beauftragten der Bundesregierung für Kultur und Medien (BKM) an. Mit Wirkung zum 17. Juni 2021 wurde die Behörde aufgelöst und in die Zuständigkeit des Bundesarchivs überführt.

## Geschichte
Am 4. Oktober 1990 übernahm der ehemalige Rostocker Pastor Joachim Gauck das Amt des Sonderbeauftragten der Bundesregierung für die Stasi-Unterlagen. Mit Inkrafttreten des Stasi-Unterlagen-Gesetzes am 29. Dezember 1991 wurde er der Bundesbeauftragte für die Stasi-Unterlagen. Wegen ihres langen amtlichen Titels wurde die Behörde daraufhin kurz Gauck-Behörde genannt.
Nachdem Marianne Birthler die Leitung der Behörde im Oktober 2000 übernommen hatte, hieß die Behörde in den Medien auch Birthler-Behörde. Sie wird als Bundesbehörde für die Stasi-Unterlagen (BStU) bezeichnet und unterlag der Dienstaufsicht durch den Beauftragten der Bundesregierung für Kultur und Medien. Es gibt keine Fachaufsicht durch ein Ministerium, die BStU berichtet regelmäßig an den Deutschen Bundestag.
Der Deutsche Bundestag hat auf Vorlage der Bundesregierung im Rahmen der Fortschreibung des Gedenkstättenkonzeptes beschlossen, eine Expertenkommission einzusetzen. Diese sollte die Aufgaben der BStU analysieren und dem Deutschen Bundestag Vorschläge zur Zukunft der Behörde machen. Die Regierungsparteien CDU/CSU und FDP entschieden, dass die BStU noch mindestens bis 2019 tätig bleiben soll.
In dem Gedenkstättenkonzept ist außerdem festgehalten, dass die Struktur und Anzahl der BStU-Außenstellen in den Regionen zeitnah verändert wird, um trotz zurückgehenden Personalbestands die Arbeitsfähigkeit gewährleisten zu können. Hierzu lagen 2009 erste Planungen vor, die mit dem BKM, dem Deutschen Bundestag und den Ländern diskutiert wurden.
Am 28. Januar 2011 wurde der Journalist Roland Jahn vom Deutschen Bundestag zum neuen Leiter der Behörde gewählt. Das Amt trat er im März 2011 an.
Anfang 2016 kritisierte der Bundesrechnungshof die unzulässige Zahl von Überstunden der Pressesprecherin der Behörde, Dagmar Hovestädt. Laut BStU waren die Überstunden dienstlich notwendig, eine rechtliche Prüfung habe stattgefunden, in der Verwaltung sei es jedoch zu verschiedenen Fehlern gekommen. Die Behörde stellte die Mängel anschließend ab und führte eine verbesserte Prüfmethodik für Finanzentscheidungen ein.

### Stasi-Unterlagen-Gesetz
Am 29. Dezember 1991 trat das Stasi-Unterlagen-Gesetz (StUG) in Kraft; der Deutsche Bundestag hatte es mit großer Mehrheit verabschiedet. Das zentrale Anliegen dieses Gesetzes ist die Öffnung der Akten des ehemaligen Staatssicherheitsdienstes für die Aufarbeitung, insbesondere der Zugang der Betroffenen zu den Informationen, die der Staatssicherheitsdienst zu ihnen gespeichert hat. Erstmals bekamen damit Bürger die Gelegenheit, Unterlagen einzusehen, die eine Geheimpolizei über sie angelegt hatte. Das ist in der Geschichte ohne Beispiel. Zudem ist es ein Auftrag des Gesetzes, die Persönlichkeitsrechte der Menschen, über die Stasi-Unterlagen existieren, zu schützen. Vier Tage nach dem Inkrafttreten des Gesetzes, am 2. Januar 1992, begann die Akteneinsicht.
Das Ministerium für Staatssicherheit der DDR sammelte Material über Millionen von Menschen – in erster Linie über DDR-Bürger, aber auch über viele Bürger der Bundesrepublik Deutschland und über Bürger anderer Staaten. Viele Lebensläufe – nicht nur in der DDR – wurden im Laufe der Jahre durch die Staatssicherheit entscheidend beeinflusst. Das MfS organisierte den beruflichen Erfolg oder Misserfolg, erstellte gründliche Pläne zur so genannten Zersetzung, drang in die Privatsphäre seiner Opfer ein und verwendete auch intime Informationen für seine Zwecke. Die Stasi verletzte Grundrechte der Bürger wie die ärztliche Schweigepflicht, Bank- und Postgeheimnis, die Unverletzlichkeit der Wohnung, auch wenn sie in der Verfassung der DDR festgelegt waren.
Insgesamt wurden bis Ende 2020 7.353.885 Anträge auf Akteneinsicht gestellt, darunter:
- 3.394.609 Anträge von Bürgern auf Auskunft, Einsicht und Herausgabe (Erst- und Wiederholungsanträge, Anträge auf Decknamenentschlüsselung und Anträge zur Herausgabe von Kopien),
- 1.754.521 Ersuchen zur Überprüfung von Mitarbeitern des öffentlichen Dienstes (bis 2011),
- 517.419 Anträge zu Fragen der Rehabilitierung, Wiedergutmachung und Strafverfolgung,
- 1.148.201 Ersuchen zu Rentenangelegenheiten,
- 38.430 Anträge von Forschung und Medien,
- sowie 438.673 sonstige Überprüfungen und Ersuchen (2011).[13]

### Beschäftigung ehemaliger MfS-Angehöriger
2007 erschien ein als vertraulich deklariertes „Gutachten über die Beschäftigung ehemaliger MfS-Angehöriger bei der BStU“, das der Kulturstaatsminister Bernd Neumann bei dem ehemaligen Verfassungsrichter Hans Hugo Klein und dem Historiker Klaus Schroeder in Auftrag gegeben hatte. Das Gutachten erhebt schwere Vorwürfe gegenüber der Behörde, vor allem bezogen auf die Zeit unter Joachim Gaucks Führung. So sollen 1991 mindestens 79 ehemalige Stasimitarbeiter, darunter fünf ehemalige IMs, in der Behörde tätig gewesen sein. Im Gutachten heißt es: „Nahezu alle ehemaligen MfS-Bediensteten hatten in den ersten Jahren des Aufbaus der Behörde die Möglichkeit des Missbrauchs. Sie konnten Akten vernichten, verstellen oder herausschmuggeln, denn sie hatten als Wachschützer, als Archivare, als Magazinmitarbeiter oder als Rechercheure zum Teil ungehinderten und unbeaufsichtigten Zugang zu erschlossenem, aber auch zu unerschlossenem Material.“ Marianne Birthler begrüßte grundsätzlich die Beauftragung der Bundesregierung zur Erstellung eines Gutachtens, wies aber die im Gutachten angegebenen Zahlen an Mitarbeitern mit MfS-Vergangenheit zurück und bemängelte, dass das Gutachten unbelegte Darstellungen enthalte. Der letzte Amtsinhaber Roland Jahn bezeichnete in seiner Antrittsrede am 14. März 2011 die Beschäftigung ehemaliger MfS-Mitarbeiter als „unerträglich“ und erklärte es zu seinem Ziel, diese Mitarbeiter umsetzen zu lassen.

### Rosenholz-Dateien
Unter den Unterlagen der Behörde nimmt die „Rosenholz“-Datenbank in der Öffentlichkeit eine Sonderstellung ein. Sicher haben politische Diskussionen und die Medienberichterstattung um die Verstrickung Westdeutscher in das Staatssicherheitssystem der DDR daran ihren Anteil. Diese Datenbank wird im Karteibereich der Zentralstelle geführt.
Bei den „Rosenholz“-Unterlagen handelt es sich um mikroverfilmte Karteien der Hauptverwaltung A (HV A) des MfS, die für die Auslandsspionage zuständig war. Diese Verfilmung fertigte das MfS 1988 im Zuge der allgemeinen Mobilmachungsbereitschaft an. Auf unbekanntem Wege gelangten diese Unterlagen 1989/1990 in die USA. Die amerikanische Regierung ermöglichte 1993 Mitarbeitern des Bundesamtes für Verfassungsschutz Einblick in diese mikroverfilmten Karteikarten. Die deutschen Behörden sollten in die Lage versetzt werden, Spione zu enttarnen und ggf. unter Anklage zu stellen. Diese Aktion des Bundesamtes für Verfassungsschutz, in deren Folge tausende Westdeutsche überprüft wurden, lief damals unter dem Codewort „Rosenholz“. Inzwischen wird der Name auch als Bezeichnung für die Unterlagen selbst benutzt.
Nach langwierigen Verhandlungen der Bundesregierung mit den zuständigen Stellen in den USA wurden die Unterlagen mit westdeutschem Bezug seit dem Sommer 2000 bis Mai 2003 schrittweise an die Stasi-Unterlagen-Behörde zurückgegeben. Seit Juni 2003 können die Unterlagen entsprechend dem Stasi-Unterlagen-Gesetz verwendet werden.
In zahlreichen Spionageprozessen und Ermittlungsverfahren, die in den 1990er Jahren stattfanden, hat der Generalbundesanwalt Erkenntnisse aus den „Rosenholz“-Unterlagen verwendet. Daher ist aktuell mit strafrechtlich relevanten Entdeckungen kaum noch zu rechnen. Darüber hinaus ist die Überlieferungslage der „Rosenholz“-Datenbank nicht eindeutig. Oft werden sowohl IM (Inoffizieller Mitarbeiter), also Spione, wie deren Quellen, die von den IM ausgeforscht oder abgeschöpft wurden, unter dem gleichen Vorgang erfasst. Deshalb lässt sich oft nicht mehr eindeutig zuordnen, wer Täter und wer Opfer war. Da die HV A 1990 fast alle wichtigen Akten vernichten konnte, sind auch kaum Möglichkeiten zur Gegenprüfung in den Stasi-Unterlagen gegeben.

## Bedeutung und Ende der BStU 2021
Nach der Auflösung des MfS 1990 und der anschließenden Offenlegung seiner Arbeitsweise wurde das MfS zum Gegenstand eines breiten öffentlichen Interesses und intensiver Forschung seit 1991. Die Dokumentation der BStU über Strukturen, Mitarbeiter und Methoden eines Nachrichtendienstes stellt einen bislang einmaligen Sonderfall und Chance in der deutschen Geschichte dar. Die Behörde eröffnete den Betroffenen erstmals und einzigartig Einsicht in die über sie gespeicherten Informationen.
Im „Fall Kohl“ (2000–2004) ging es darum, ob Protokolle der von der Stasi illegal abgehörten Telefonate des damaligen Bundeskanzlers Helmut Kohl herausgabefähig sind. Während Kohl dies ablehnte, drängten insbesondere Journalisten, die zur Spendenaffäre recherchierten, auf Akteneinsicht. Der daraus resultierende „Aktenstreit“ führte nach mehreren Gerichtsverfahren zu einem Kompromiss: Der BStU darf die Unterlagen herausgeben, aber nur unter strengen Auflagen und eingeschränkt.

### Überführung in die Zuständigkeit des Bundesarchivs
Schon als 1991 das Stasi-Unterlagen-Gesetz (StUG) in Kraft trat, war klar, dass die damit gegründete Bundesbehörde für die Stasi-Unterlagen ihren Aktenbestand irgendwann in die Zuständigkeit des Bundesarchivs überführen würde.
Da im Stasi-Unterlagen-Gesetz aber ein Unterschied beim Zugang zu den Täterunterlagen gemacht wird, den es im Bundesarchivgesetz nicht gibt, und weil für die Akten der Stasiopfer ein größerer Datenschutz besteht als im Bundesarchiv, ist diese Überführung nicht ohne Weiteres möglich.
Eine Änderung des StUG und die mögliche Auflösung und Eingliederung der BStU in das Bundesarchiv wurde 2006 und 2007 öffentlich diskutiert. Der Deutsche Bundestag hat auf Vorlage der Bundesregierung im Rahmen der Fortschreibung des Gedenkstättenkonzeptes im Jahr 2008 die Einsetzung einer Expertenkommission durch den 17. Deutschen Bundestag beschlossen. Diese sollte die gesetzlich zugewiesenen Aufgaben der BStU analysieren und Vorschläge zur Zukunft der Behörde unterbreiten. Grundsätzlich haben die Regierungsparteien CDU/CSU und FDP entschieden, dass die BStU mindestens bis zum Jahr 2019 weiterarbeiten soll. Dies hatte die SPD schon in der vergangenen Legislaturperiode gefordert. Am 27. November 2014 wurde die Expertenkommission zur Zukunft der Behörde des BStU offiziell eingesetzt.
In der Fortschreibung der Gedenkstättenkonzeption wurden auch Entscheidungen über die Zukunft der Außenstellen und die Arbeit in der Fläche festgehalten: „Die Struktur der Außenstellen wird zeitnah verändert, um eine effizientere Arbeit trotz zurückgehenden Personalbestandes gewährleisten zu können.“ Da die Außenstellen Rostock, Magdeburg, Gera und Suhl geschlossen werden sollen, setzte eine intensive Diskussion darüber ein. Die Schließung betrifft die Archivstandorte, vor Ort sollen Bürgerbüros die Dienstleistungen für die Bürger – Akteneinsicht, politische Bildungsarbeit, Informationsveranstaltungen etc. – weiter anbieten.

### Auflösungsbeschluss 2020 und neue Bundesbeauftragte für die Opfer der SED-Diktatur 2021
Der Ausschuss für Kultur und Medien des Deutschen Bundestages hat am 1. August 2019 über das Konzept des Bundesbeauftragten für die Stasi-Unterlagen und des Bundesarchivs vom 13. März 2019 beraten und eine Beschlussempfehlung abgestimmt. Diese wurde in der Plenarsitzung vom 26. September 2019 angenommen.
Der Ausschuss für Kultur und Medien des Deutschen Bundestags hat am 4. November 2020 zur Überführung der Stasi-Akten in die Zuständigkeit des Bundesarchivs und die Einrichtung des Amtes eines Beauftragten für die Opfer der SED-Diktatur nach dem Entwurf eines Gesetzes zur Änderung des Bundesarchivgesetzes, des Stasi-Unterlagen-Gesetzes und zur Einrichtung einer oder eines SED-Opferbeauftragten vom 27. Oktober 2020 eine öffentliche Anhörung durchgeführt.
Am 19. November 2020 stimmte der Bundestag mit der Mehrheit aus CDU/CSU, SPD, FDP und Bündnis 90/Die Grünen für ein Gesetz zur Überführung der Unterlagen in die Zuständigkeit des Bundesarchivs. Die Linksfraktion enthielt sich, die AfD-Fraktion stimmte dagegen.
Der Bundesbeauftragte Jahn äußerte sich zustimmend zu dem Gesetz und zur Nachfolge: „Es ist gut, dass aus dem Beauftragten für die Akten ein Beauftragter für die Menschen wird, der nicht nur die Stasi, sondern die gesamte SED-Diktatur in den Blick nimmt.“
Das Gesetz zur Änderung des Bundesarchivgesetzes, des Stasi-Unterlagen-Gesetzes und zur Einrichtung einer oder eines SED-Opferbeauftragten wurde am 9. April 2021 ausgefertigt und trat gemäß seinem Artikel 6 am 17. Juni 2021 in Kraft. Am 10. Juni 2021 wählte der Bundestag Evelyn Zupke zur neuen Bundesbeauftragten für die Opfer der SED-Diktatur.

## Umfang und Verwahrung der Stasi-Unterlagen
Bei den „Stasi-Unterlagen“ handelt es sich heute um einen Komplex von insgesamt ca. 111 Kilometer Akten, zu denen unter anderem auch 41 Millionen Karteikarten, 1,95 Millionen Fotografien, 2.876 Filme und Videos sowie ca. 23.250 Tondokumente gehören. Darüber hinaus existieren noch rund 15.500 Behältnisse mit bisher ungesichtetem, zerrissenem Schriftgut.
Die Bestände befinden sich zum überwiegenden Teil noch heute an ihren ursprünglichen Aufstellungsorten und sind dort – entsprechend den Vorgaben des Stasi-Unterlagen-Gesetzes – öffentlich zugänglich:

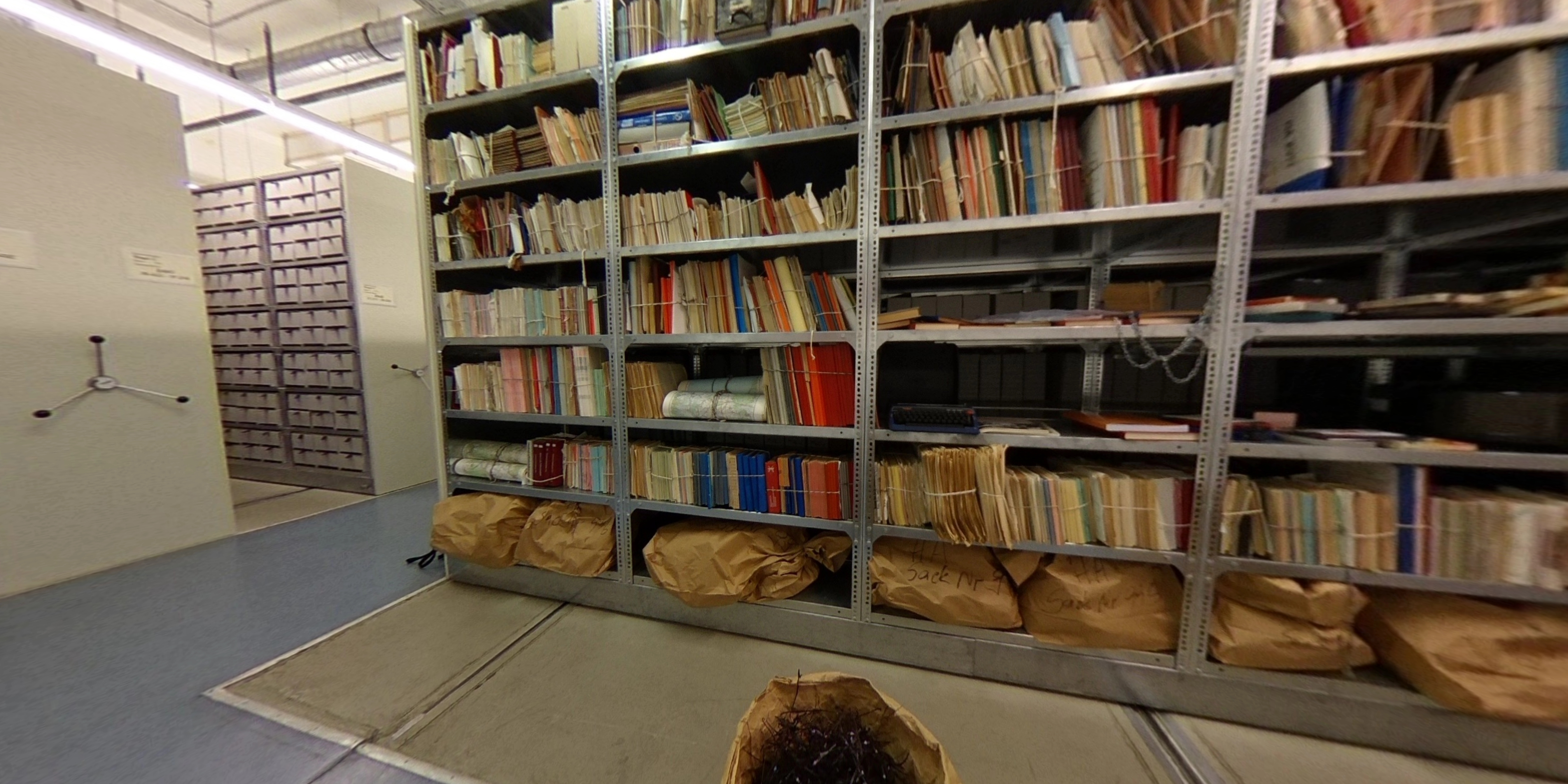
Ein Magazinsaal des Stasi-Unterlagen-Archivs in der ehemaligen Zentrale des Ministeriums für Staatssicherheit in Berlin-Lichtenberg

- Die Unterlagen der Ministeriumszentrale des MfS sind in der ehemaligen Zentrale des Ministeriums für Staatssicherheit in Berlin-Lichtenberg (heute Forschungs- und Gedenkstätte Normannenstraße) untergebracht, und zwar in einem vom MfS 1984 eröffneten Archivzweckbau („Haus 8“).
- Als regionale Außenstellen gab es 14 MfS-Bezirksverwaltungen mit jeweils eigenen Archiven in Berlin, Cottbus, Dresden, Erfurt, Frankfurt (Oder), Gera, Halle, Karl-Marx-Stadt, Leipzig, Magdeburg, Neubrandenburg, Potsdam, Rostock, Schwerin und Suhl. Mit Ausnahme der Unterlagen der MfS-Bezirksverwaltungen Berlin (ca. 2,2 Kilometer Dokumente, 2011 ins Archiv der Zentrale in Berlin-Lichtenberg übertragen) und Potsdam (ca. 4,7 Kilometer Dokumente, 2008 ins Archiv der Zentrale in Berlin-Lichtenberg übertragen), lagern auch die Unterlagen der ehemaligen MfS-Bezirksverwaltungen noch an ihren ursprünglichen Standorten.[33]

## Einsichtnahme in Stasi-Unterlagen

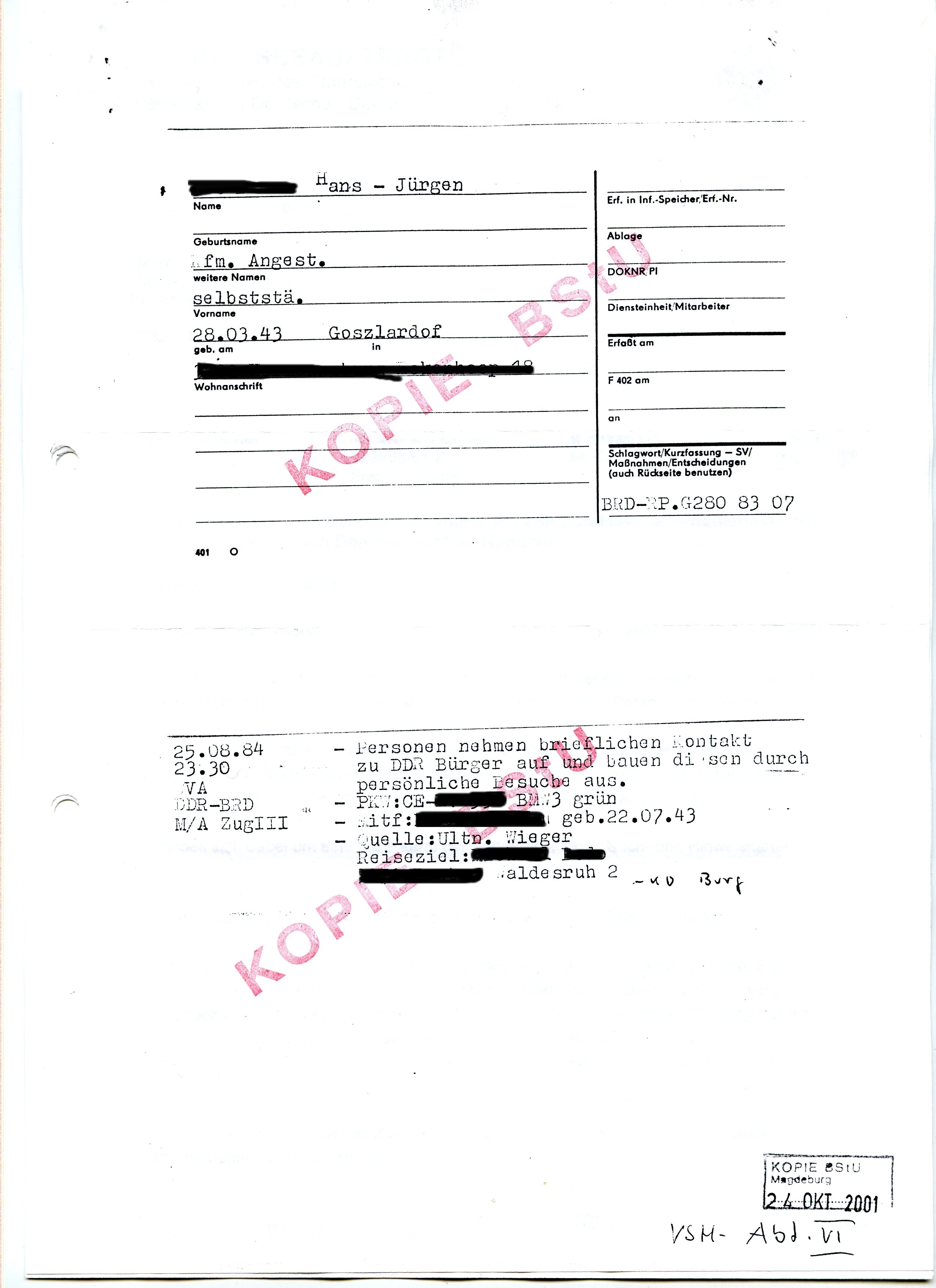
Erteilte Akteneinsicht der BStU, mit Schwärzungen von Textstellen durch die Behörde (zum Schutz von betroffenen Personen)

Die Rechtsgrundlage für die Einsichtnahme in die Unterlagen des Staatssicherheitsdienstes der ehemaligen DDR bildet das Stasi-Unterlagen-Gesetz (StUG). Das Antragsformular für die Einsichtnahme kann auf der Internetseite der BStU heruntergeladen werden.

### Der private Akteneinsichtsantrag
Jeder Einzelne hat das Recht, von dem Bundesbeauftragten Auskunft darüber zu verlangen, ob in den erschlossenen Unterlagen Informationen zu seiner Person enthalten sind. Ist das der Fall, kann er Auskunft, Einsicht in Unterlagen und Herausgabe von Kopien erhalten.
Die Unterlagen zu vermissten oder verstorbenen nahen Angehörigen sind nur für einen festgelegten Personenkreis und nur zu bestimmten Zwecken eingeschränkt zugänglich (§ 15 StUG).

### Anträge von Forschern und Medienvertretern
Der Bundesbeauftragte unterstützt die Forschung, Presse, Rundfunk und Film (Medien) sowie Einrichtungen zur politischen Bildung bei der historischen und politischen Aufarbeitung der Tätigkeit des Staatssicherheitsdienstes, der Herrschaftsmechanismen der ehemaligen DDR bzw. der ehemaligen sowjetischen Besatzungszone sowie bei der Aufarbeitung der nationalsozialistischen Vergangenheit. Im Rahmen eines zulässigen Antrags werden die Unterlagen des Staatssicherheitsdienstes zur Verfügung gestellt.

### Ersuchen öffentlicher und nicht-öffentlicher Stellen
Die Überprüfung von Personen auf eine frühere hauptamtliche oder inoffizielle Tätigkeit für den Staatssicherheitsdienst ist auf der Grundlage eines schriftlichen Ersuchens öffentlicher und nicht-öffentlicher Stellen möglich. Das sind etwa die Landtage oder Regierungen, aber auch Kreistage oder Bürgermeister. Der Kreis der überprüfbaren Personen wurde mit dem Siebten Gesetz zur Änderung des Stasi-Unterlagen-Gesetzes vom 21. Dezember 2006 stark eingeschränkt.
Ebenso werden u. a. Ersuchen zu Rentenangelegenheiten, zu offenen Vermögensfragen oder zu Ordensangelegenheiten bearbeitet. Für Zwecke der Strafverfolgung und Gefahrenabwehr sowie zur Rehabilitierung und Wiedergutmachung stellt der Bundesbeauftragte auch Unterlagen zur Verfügung.
Unter Berufung auf das Informationsfreiheitsgesetz stellte der Bürgerrechtler Heiko Stamer im Oktober 2012 einen Antrag auf Akteneinsicht bezüglich der Nutzung der vom MfS gesammelten Daten durch nationale und internationale Institutionen. Im Februar 2013 erhielt er eine 63-seitge Liste jener, die beim BStU in den Jahren 2000 bis 2012 Auskunft ersucht hatten. Auf der Liste finden sich allen voran nationale Institutionen wie Landeskriminalämter (519), der Generalbundesanwalt (354), das Bundeskriminalamt (349), die regionalen Polizeibehörden (311) und die regionalen Staatsanwaltschaften (233). Ebenso finden sich auf der Liste internationale Institutionen wie das US-Justizministerium, die NSA, die britische sowie die amerikanische Botschaft und verschiedene Verteidigungsministerien.

## Rekonstruktion zerrissener Unterlagen

### Manuelle Rekonstruktion
Seit 1995 besteht bei der BStU eine Projektgruppe zur manuellen Rekonstruktion zerrissener Unterlagen des Staatssicherheitsdienstes. In ihr arbeiten überwiegend Mitarbeiter des Bundesamtes für Migration und Flüchtlinge (BAMF) in Zirndorf bei Nürnberg. Seit Beginn der Arbeiten im Jahr 1995 ist Schriftgut aus 400 Säcken im Umfang von 105 laufenden Regalmetern wiederhergestellt worden; etwa 75 Prozent der erschlossenen Unterlagen betreffen Vorgänge aus den letzten fünf Jahren der DDR. Hinzu kommen erhebliche Mengen an Teilrekonstruktionen (Blattfragmente), die erst vervollständigt werden können, wenn in anderen Säcken die zugehörigen Teile gefunden worden sind.
Inhaltlicher Schwerpunkt der Arbeiten war etwa die Wiederherstellung von Schriftgut der Abteilung XV (Auslandsaufklärung) der Bezirksverwaltung Leipzig. Zusammen mit den früheren, seit Beginn der Bearbeitung im Herbst 2004 erfolgten Rekonstruktionen konnte so Schriftgut im Umfang von etwa 8 laufenden Regalmetern wiederhergestellt werden. Diese Unterlagen sind insoweit von besonderer Bedeutung, als 1989/90 beinahe alle Unterlagen zur Auslandsspionage des Staatssicherheitsdienstes vernichtet worden waren. Die rekonstruierten Dokumente haben deshalb nicht nur einen hohen Informationswert, sondern zeichnen sich auch durch ihren Evidenzwert aus, denn sie gehören zu den wenigen Zeugnissen der Tätigkeit, Struktur und Wirkungsweise der Auslandsspionage des Staatssicherheitsdienstes. Die zusammengesetzten Dokumente stammen überwiegend aus der Schlussphase der DDR. Etwa die Hälfte der erschlossenen Unterlagen konnte Vorgängen zugeordnet werden, die 1989 vom MfS noch aktiv geführt wurden. Die rekonstruierten Unterlagen belegen, dass und wie der Staatssicherheitsdienst für Zwecke der Auslandsspionage, insbesondere in der alten Bundesrepublik, auf allen Ebenen inoffizielle Mitarbeiter aus anderen Diensteinheiten des MfS rekrutierte, um sie zusätzlich zum eigenen Agentennetz einzusetzen. Im Juli 2008 wurde entschieden, die manuelle Rekonstruktion der Unterlagen zur Leipziger Abteilung XV zunächst einzustellen, weil einerseits der Arbeits- und Zeitaufwand für die Rekonstruktion der besonders kleinteiligen Schnipsel extrem hoch war und andererseits die Aussicht auf eine computergesteuerte Zusammensetzung der stark zerstörten Unterlagen besteht. Deshalb werden die verbleibenden Materialien – zusammen mit den zerrissenen Akten der Auslandsaufklärung aus den übrigen Bezirksverwaltungen der Staatssicherheit – in das Pilotverfahren zur virtuellen Rekonstruktion eingebracht. Das Pilotverfahren hat somit auch positive Effekte auf die Arbeitsabläufe der manuellen Rekonstruktion: Erstmals besteht die Aussicht, Material differenziert nach Schadensklassen in verschiedene Arbeitsgänge einsteuern zu können. Durch diese neue arbeitsorganisatorische Option wird dem vom Deutschen Bundestag formulierten Ziel, die Rekonstruktion zerrissener Stasi-Unterlagen zu beschleunigen, zugleich auch bei der manuellen Zusammensetzung der Unterlagen entsprochen. Neben den Materialien der Auslandsaufklärung wurden schwerpunktmäßig weiterhin Unterlagen der HA XX (Staatsapparat, Kultur, Kirche, Untergrund) des MfS zusammengesetzt.
Einen dritten Arbeitsschwerpunkt bildet seit Ende 2006 die Rekonstruktion von Unterlagen der Bezirksverwaltungen Cottbus und Frankfurt (Oder). Beide Überlieferungen sind durch hohe Verluste von Unterlagen gekennzeichnet, doch ist für einige Bereiche zerrissenes Schriftgut in nennenswertem Umfang erhalten. Daher besteht die Aussicht, Überlieferungslücken im Wege der Rekonstruktion ausgleichen zu können.

### Pilotverfahren zur virtuellen Rekonstruktion
Für die Haushaltsjahre 2007 und folgende bewilligte der Deutsche Bundestag bis zu 6,3 Millionen Euro für ein Pilotverfahren zur virtuellen Rekonstruktion der zerrissen überlieferten Unterlagen des Staatssicherheitsdienstes. Das Pilotverfahren lehnt sich an eine Machbarkeitsstudie des Fraunhofer-Instituts für Produktionsanlagen und Konstruktionstechnik (IPK) aus dem Jahr 2003 an. In dem im Frühjahr 2007 zwischen dem Beschaffungsamt des Bundesministeriums des Innern (für die BStU) und der Fraunhofer-Gesellschaft (für das IPK) abgeschlossenen Forschungsauftrag wird dem Institut eingeräumt, Projektteile von Unterauftragnehmern ausführen zu lassen. Dies trifft insbesondere für das Scannen und die sogenannte Rahmensoftware zur eigentlichen Rekonstruktionssoftware zu. Die für die Verwahrung und Behandlung von MfS-Unterlagen geforderten Sicherheitsstandards werden vom IPK gewährleistet.
Derzeit befindet sich das Pilotverfahren in der Entwicklungsphase. Da die Entwicklung der verschiedenen Module wesentlich zeitaufwändiger war als das IPK beim Projektstart angenommen hat, kam es zu einer bisher über zweijährigen Verzögerung. Dennoch ist das Verfahren weiter auf einem guten Weg. Durch die Verzögerung entstehen keine Mehrkosten, da die Leistungen des IPK zu einem Festpreis erfolgsabhängig vergütet werden.
Das Rekonstruktionsverfahren konnte mittlerweile in der ersten lauffähigen Version, die die Basismodule beinhaltet, abgenommen werden. In der sich daran anschließenden Testphase (Testlauf im Realbetrieb) mit den verbliebenen Säcken sollen die verschiedenen Arbeitsschritte auf ihre Zuverlässigkeit hin überprüft und verfeinert werden. Auch während des geplanten Testlaufs werden Beschäftigte der BStU beim IPK begleitend eingesetzt.
Das Pilotverfahren besteht aus zwei Hauptbausteinen. Der erste Hauptbaustein umfasst die vom IPK zu realisierende Entwicklungs- und Testphase, in der die Schnipsel aus einigen „Probesäcken“ von insgesamt 400 nach archivfachlichen Kriterien ausgewählten Säcken mit zerrissenen Unterlagen im IPK gescannt und automatisiert bzw. interaktiv (durch Mitarbeiter am Bildschirm) virtuell rekonstruiert werden. Die hierbei gewonnenen Erfahrungen dienen der Weiterentwicklung der Software und der optimalen Ablaufgestaltung. Mitarbeiter der BStU unterstützen und begleiten die Arbeitsvorbereitung des Scan-Verfahrens sowie die Qualitätssicherung für das Zusammensetzen und die interaktive virtuelle Rekonstruktion.
Der zweite Hauptbaustein ist vom BStU zu realisieren und schließt sich an das technisch erfolgreich abgeschlossene Pilotverfahren an. In der archivischen Bearbeitungsphase werden die vom IPK gelieferten virtuell rekonstruierten Einzelseiten zu Dokumenten bzw. Vorgängen formiert und nach Archivstandards erschlossen. Das Ergebnis der darauf folgenden Auswertungsphase wird ein Bericht an den Deutschen Bundestag sein. Gefordert werden belastbare Aussagen zur Machbarkeit und Prozessmodellierung im Realbetrieb sowie zu den Kosten eines möglichen Hauptverfahrens. Darüber hinaus sollen die im Pilotverfahren gewonnenen Erkenntnisse zum Mehrwert der rekonstruierten Unterlagen im Vergleich zu den vorhandenen Unterlagen bezogen auf die jeweils bearbeiteten Teilbestände dargestellt werden. Auf der Grundlage dieser Aussagen soll das Parlament über den weiteren Umgang mit den zerrissenen Unterlagen entscheiden können.
Der Bundesrechnungshof kritisierte in seinem Jahresbericht 2016 die Kosten der Rekonstruktion zerrissener Stasi-Akten mit der Stasi-Schnipselmaschine. In acht Jahren konnten nur Schnipsel aus 23 Säcken digitalisiert und der Inhalt von 11 Säcken rekonstruiert werden. Dabei lagern rund 15.000 Säcke mit Schnipseln in der Behörde. Der Bundesrechnungshof stellte fest, dass für das Projekt beim BStU Ausgaben von mehr als 14 Millionen Euro angefallen waren, „ohne dass absehbar war, wann und wie eine relevant höhere Zahl von Säcken bearbeitet werden könnte“ und forderte den BStU auf, „in einer Neu-Konzeption die fachlichen, technischen und finanziellen Voraussetzungen für eine Weiterführung des Projekts darzulegen“ und empfahl, weil die 2014 vom Bundestag eingesetzte Expertenkommission für die Zukunft des BStU die „Durchführbarkeit der virtuellen Rekonstruktion skeptisch“ sah, eine Kosten-Nutzen-Abwägung.

## Die Behördenorganisation
Der Bundesbeauftragte war bis zur Überführung in die Zuständigkeit des Bundesarchivs am 17. Juni 2021 Roland Jahn, die Funktion des Direktors beim Bundesbeauftragten wurde von der Abteilungsleiterin Zentral- und Verwaltungsaufgaben wahrgenommen. Der Stabsbereich umfasste die Sprecherin des BStU und die Pressestelle, das Leitungsbüro sowie die Arbeitsbereiche Rekonstruktion und Prävention und interne Revision. Die Behörde war in fünf Abteilungen und diese wieder in Referate unterteilt; zudem gab es zwölf Außenstellen, welche insgesamt in das Bundesarchiv überführt wurden. Der BStU hatte bis zur Überführung ins Bundesarchiv am 17. Juni 2021 zur Abstimmung und Beratung einen Beirat und ein wissenschaftliches Beratungsgremium.

### Behördenleitung
1. Joachim Gauck (* 1940), 4. Oktober 1990 bis 10. Oktober 1998
2. Marianne Birthler (* 1948), 10. Oktober 1998 bis 14. März 2011
3. Roland Jahn (* 1953), 14. März 2011 bis 16. Juni 2021

### Abteilung ZV (Zentral- und Verwaltungsaufgaben)
Diese Abteilung ist zuständig für Personalangelegenheiten und Aus- und Fortbildung (Referat ZV 1), Liegenschaften (ZV 2), Organisation (Referat ZV 3), Haushalt und Beschaffung (Referat ZV 4), Informations- und Telekommunikationstechnik (Referat ZV 5) sowie Innerer Dienst (Referat ZV 6), Justiziariat (Referat ZV 7), IT-Organisation / IT-Projekte (Referat ZV 8) sowie eine Projektgruppe Standortplanung. Abteilungsleiterin ist Alexandra Titze.

### Abteilung AR (Archiv)
Die Abteilung gliedert sich in das Grundsatzreferat (AR 1), das Karteireferat (AR 2), den Magazindienst (Referat AR 3), Digitalisierung (Referat AR 4), die Erschließungsreferate AR 5 und AR 6. Abteilungsleiterin von AR ist Birgit Salamon.

### Abteilung AU (Auskunft)
Die Abteilung besteht aus einem Grundsatzreferat (AU G) sowie verschiedenen Auskunftsreferaten (AU 1–6). Die Abteilung Auskunft bearbeitet die Anträge auf Akteneinsicht der Bürger, aber auch Anträge auf Überprüfung (Sicherheit, Parlamentarier u. a., Ordensangelegenheiten) für Renten-, Rehabilitations- und Wiedergutmachungsfragen. Die Anträge von Forschung und Medien werden in den Referaten AU 5 und AU 6 bearbeitet. Der Abteilungsleiter ist Martin Griese.

### Abteilung KW (Kommunikation und Wissen)
Die Abteilung umfasst die digitale Vermittlung (Referat KW 1), die Öffentlichkeitsarbeit / Campusentwicklung (Referat KW 2), die wissenschaftliche Forschung (Referat KW 3), den Forschungsservice wie Publikationslektorat und Bibliothek (Referat KW 4) und Ausstellungen und regionale Schwerpunktstudien (Referat KW 5). Die Abteilungsleitung wird vom Bundesbeauftragten für die Stasi-Unterlagen wahrgenommen.

### Abteilung R (Regionale Aufgaben)
In der Abteilung R sind die zwölf Außenstellen des Stasi-Unterlagen-Archivs zusammengefasst. Sie befinden sich in früheren Bezirksstädten der DDR und verwahren die Unterlagen der Bezirksverwaltungen des Staatssicherheitsdienstes. Abteilungsleiter ist Jens Boltze. In folgenden Städten gibt es BStU-Außenstellen:
- Chemnitz
- Dresden
- Erfurt
- Frankfurt (Oder)
- Gera
- Halle (Saale)
- Leipzig
- Magdeburg
- Neubrandenburg
- Rostock
- Schwerin
- Suhl

Die Unterlagen der ehemaligen MfS-Bezirksverwaltungen Potsdam (ca. 4,7 Kilometer Dokumente) und Berlin (ca. 2,2 Kilometer Dokumente) wurden 2008 bzw. 2011 ins Archiv der Zentrale in Berlin-Lichtenberg übertragen.

### Beirat des BStU
Gemäß § 39 StUG (aufgehoben mit Wirkung vom 17. Juni 2021) begleitete bis zur Überführung ins Bundesarchiv am 17. Juni 2021 der Beirat die inhaltliche Arbeit des Bundesbeauftragten in beratender Funktion. Der Bundesbeauftragte unterrichtete den Beirat über grundsätzliche und andere wichtige Angelegenheiten und erörterte sie mit ihm. Dem Beirat gehörten acht Mitglieder an, die vom Deutschen Bundestag gewählt wurden, sowie neun Mitglieder, die von den jeweiligen Landtagen in den neuen Bundesländern gewählt oder von den jeweiligen Landesregierungen ernannt wurden. Damit wurden in Anbetracht der fachlichen Unabhängigkeit des Bundesbeauftragten eine zusätzliche Begleitung ihrer Tätigkeit ermöglicht und die besonderen Interessen der neuen Bundesländer berücksichtigt.
Mitglieder im Beirat waren folgende vom Deutschen Bundestag gewählte Personen:
- Katrin Budde,
- Siegmund Ehrmann,
- Thomas Hacker,
- Horst Möller,
- Petra Morawe,
- Bodo Walther,
- Manfred Wilke,
- Jörn Wunderlich.

Von den neuen Bundesländern wurden
- Jörn Mothes (Vorsitzender des Beirates) vom Land Mecklenburg-Vorpommern,
- Uwe Schwabe (Erster Stellvertreter des Vorsitzenden) vom Freistaat Sachsen,
- Iris Gleicke (Zweite Stellvertreterin des Vorsitzenden) vom Freistaat Thüringen,
- Nancy Aris vom Freistaat Sachsen,
- Kai Langer vom Land Sachsen-Anhalt,
- Maria Nooke vom Land Brandenburg,
- Astrid Rothe-Beinlich vom Freistaat Thüringen,
- Florian Steger vom Land Sachsen-Anhalt,
- Tom Sello vom Land Berlin

benannt.

## Landesbeauftragte der ostdeutschen Länder
Neben den dem BStU unterstellten Außenstellen mit den Akten von 14 Bezirken der DDR (s. o.) gibt es, worauf § 38 StUG Bezug nimmt, sechs Landesbeauftragte zur Aufarbeitung der SED-Diktatur und der Folgen der kommunistischen Diktatur als eigenständige Behörden der ostdeutschen Länder, die von der Auflösung 2021 des BStU nicht betroffen sind. Ihre Berufung erfolgt durch die Landesparlamente und ist daher oft auch Gegenstand parteipolitischer Kompromisse. Die Aufgaben der Ländereinrichtungen sind durch Landesgesetze stärker auf individuelle Beratung und psychosoziale Fürsorge der Stasi-Opfer ausgerichtet, auch erfüllen sie landeseigene Bildungsaufgaben, so in Mecklenburg-Vorpommern:
- Beratung und Unterstützung bei der Inanspruchnahme von Entschädigungs- und Hilfeleistungen, insbesondere zur Rehabilitierung und Entschädigung von Opfern rechtsstaatswidriger Verfolgung
- Beratung zur Klärung und Anerkennung des eigenen Schicksals und des Schicksals von Angehörigen
- Beratung zu Fragen der Antragstellung, zum Recht auf Auskunft, zur Einsicht und Herausgabe von Stasi-Unterlagen
- Beratung von öffentlichen Stellen beim Umgang mit Unterlagen des Staatssicherheitsdienstes der ehemaligen DDR
- Aufklärung und Förderung der politischen und historischen Aufarbeitung der Tätigkeit des Staatssicherheitsdienstes
- Zusammenarbeit mit der Landeszentrale für politische Bildung, Opferverbänden und Aufarbeitungsinitiativen

Berlin Berliner Beauftragter zur Aufarbeitung der SED-Diktatur. Aktuell: Tom Sello (seit 2017), Franz-Jacob-Str. 4 B, 10369 Berlin, Internet: berlin.de/aufarbeitung/
Früherer Beauftragter: Martin Gutzeit (1993–2017)
Brandenburg
Die Beauftragte des Landes Brandenburg zur Aufarbeitung der Folgen der kommunistischen Diktatur.
Aktuell: Maria Nooke, Hegelallee 3, 14467 Potsdam, Internet: aufarbeitung.brandenburg.de
Frühere Beauftragte: Ulrike Poppe (Erstberufung nach langer Gründungsdebatte; 2009–2017)
Mecklenburg-Vorpommern
Landesbeauftragte für Mecklenburg-Vorpommern für die Aufarbeitung der SED-Diktatur.
Aktuell: Burkhard Bley, Bleicherufer 7, 19053 Schwerin, Internet: landesbeauftragter.de
Frühere Beauftragte: Peter Sense (1993–1998), Jörn Mothes (1998–2008), Marita Pagels-Heineking (2008–2013), Anne Drescher (2013–2023)
Sachsen
Sächsische Landesbeauftragte zur Aufarbeitung der SED-Diktatur.
Aktuell: Nancy Aris, Devrientstraße 1, 01067 Dresden, Internet: lasd.landtag.sachsen.de
Frühere Beauftragte: Fritz Arendt (1993–1996), Siegmar Faust (1996–1999; abberufen), Michael Beleites (2000–2010), Lutz Rathenow (2011–2021)
Sachsen-Anhalt
Beauftragte des Landes Sachsen-Anhalt zur Aufarbeitung der SED-Diktatur.
Aktuell: Birgit Neumann-Becker, Schleinufer 12, 39104 Magdeburg, Internet: aufarbeitung.sachsen-anhalt.de
Frühere Beauftragte: Edda Ahrberg (1994–2005), Gerhard Ruden (2005–2010; zurückgetreten),
Thüringen
Landesbeauftragter des Freistaats Thüringen zur Aufarbeitung der SED-Diktatur.
Aktuell: Peter Wurschi, Jürgen-Fuchs-Straße 1, 99096 Erfurt, Internet: thla.thueringen.de
Frühere Beauftragte: Jürgen Haschke (1993–2003); Hildigund Neubert (2003–2013), Christian Dietrich (2013–2018)

## Podcast „111 km Akten“
Am 1. April 2020 startete die Behörde den wöchentlichen, später zweiwöchentlichen Podcast 111 Kilometer Akten. Dieser lief auch nach dem Übergang des Archivs ins Bundesarchiv weiter und endete im Dezember 2022. Im Podcast kamen Nutzer des Archivs von außen und Archivmitarbeiter zu Wort, zudem wurde über Veranstaltungen des Archivs zur Stasi-Geschichte berichtet. Jede Folge endete mit einem kurzen Originalton aus dem über 20.000 Tondokumente umfassenden Audiobereich des Archivs. Die Themen deckten weite Teile der Stasi- und damit implizit der DDR-Geschichte ab. Der Podcast basiert auf einem Konzept des Journalisten Maximilian Schönherr, der auch Mitgastgeber des Podcast war.

## Rundfunkberichte
- Otto Langels: DDR-Geheimdienst – Die ungewisse Zukunft der Stasi-Unterlagenbehörde, in: Deutschlandfunk – Hintergrund vom 28. Januar 2014